# ایدریز هوشیچ
ایدریز هوشیچ (انگلیسی: Idriz Hošić؛ زادهٔ ۱۷ فوریهٔ ۱۹۴۴) بازیکن فوتبال اهل یوگسلاوی بود.
از باشگاه‌هایی که در آن بازی کرده‌است می‌توان به باشگاه فوتبال کایزرسلاوترن، باشگاه فوتبال پارتیزان، باشگاه فوتبال دویسبورگ، و باشگاه فوتبال سارایوو اشاره کرد.
وی همچنین در تیم ملی فوتبال یوگسلاوی بازی کرده‌است.
وی در مسابقات کشوری و بین‌المللی در مجموع برندهٔ ۱ مدال نقره شده‌است.